# Phương Viên, Chợ Đồn
Phương Viên là một xã thuộc huyện Chợ Đồn, tỉnh Bắc Kạn, Việt Nam.

## Địa lý
Xã Phương Viên có vị trí địa lý:
- Phía bắc giáp các xã Quảng Bạch, Tân Lập, Bằng Phúc
- Phía đông giáp xã Đồng Thắng
- Phía nam giáp các xã Đồng Thắng, Đại Sảo và thị trấn Bằng Lũng
- Phía tây giáp thị trấn Bằng Lũng và các xã Ngọc Phái, Quảng Bạch.

Xã Phương Viên có diện tích 36,3 km², dân số năm 2019 là 3.178 người, mật độ dân số đạt 88 người/km².
Phương Viên là nơi khởi nguồn của sông Cầu với rất nhiều khe suối nhỏ hợp thành như suối Nà Căng và ngòi Sông Cầu. Tỉnh lộ 257 đi qua địa bàn phía nam của xã.

## Hành chính
Xã Phương Viên được chia thành các thôn bản: Nà Đon, Nà Chùa, Khuổi Lìa, Khuổi Đải, Tổng Chiêu, Nà Càng, Nà Làng, Thôn Choong, Bản Lanh, Cốc Phường, Nà Bjoóc, Khuổi Quân, Nà Khe, Nà Đao, Bản Làn, Pác Kéo, Nà Mặn.